# Erythrodiplax berenice
Erythrodiplax berenice är en trollsländeart. Erythrodiplax berenice ingår i släktet Erythrodiplax och familjen segeltrollsländor.

## Underarter
Arten delas in i följande underarter:
- E. b. berenice
- E. b. naeva

## Bildgalleri

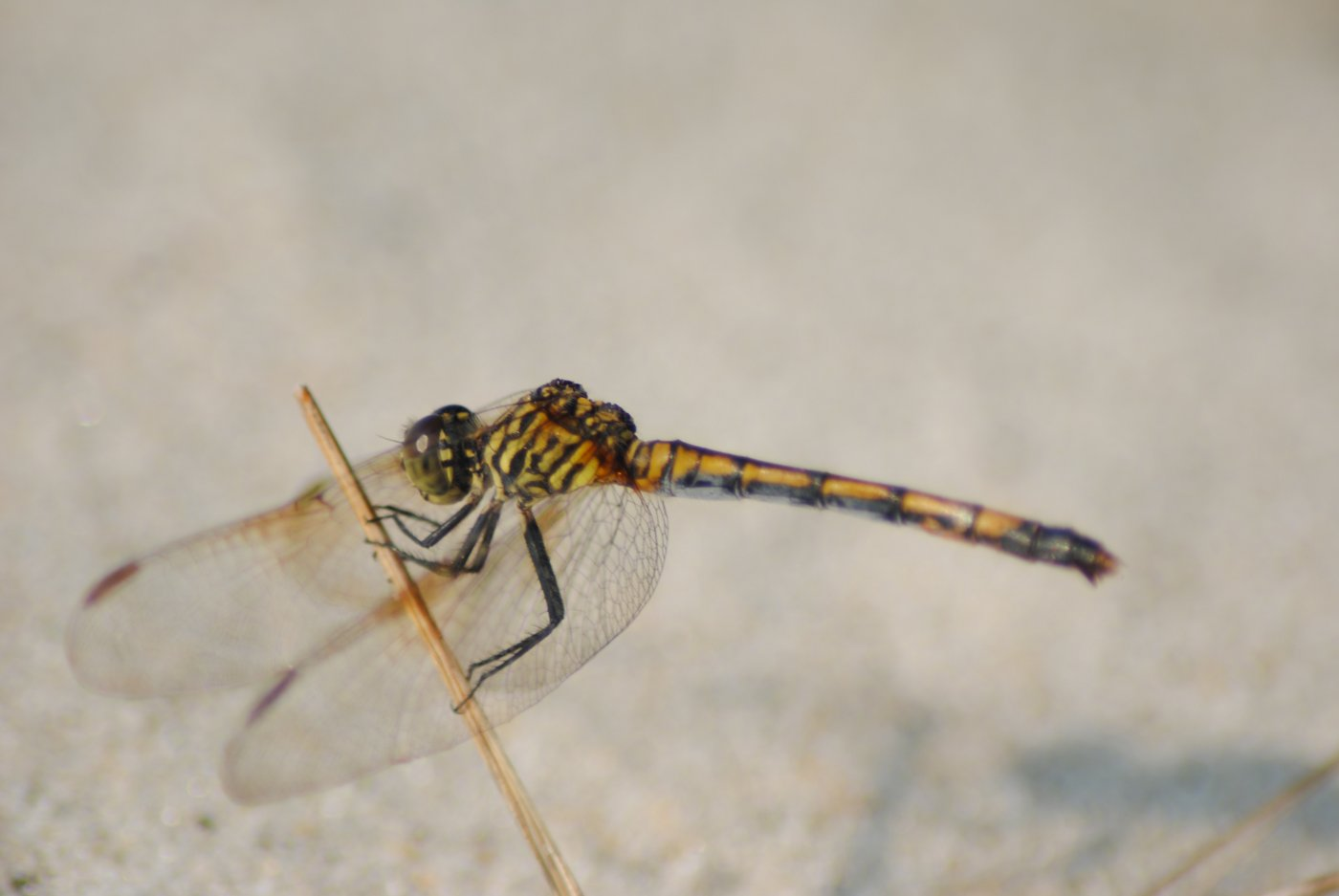